# 南灣 (紐約州)
南灣（英語：South Bay）是位於美國紐約州麥迪遜縣的非建制地區。

## 歷史
南灣的郵局於1889年設立，其後於1907年停運。

## 地理
南灣所處的海拔為高於海平面115米（即387英呎），而該地所採用的時區為UTC-5，即北美东部时区（EST）。同時該地設有夏令時間，為UTC-5調快一小時，即UTC-4（EDT）。